# Partipiska
Partipiska, informell benämning på bruket att inom ett politiskt parti övertala alla ledamöter i en beslutande församling att rösta på samma sätt i voteringar. (Jämför whip.) 
Bruket av partipiska är vanligare i politiska system med litet inslag av personval eftersom det inte finns samma möjlighet för politiker att skaffa en egen plattform. Som exempel är det inte särskilt ovanligt i USA att kongressledamöter av samma parti som presidenten röstar emot dennes förslag.

## Partipiska i Sverige
Ett uppmärksammat exempel från 2005 på vad som skulle kunna kallas för partipiska var riksdagens behandling av ett förslag till etableringsfrihet i förskolan (bet. 2005/06:UbU13). Det unika med denna behandling var att en majoritet i riksdagen (bestående av Moderaterna, Folkpartiet, Centerpartiet, Kristdemokraterna och Miljöpartiet) beslutade om en ändring i en lag trots att regeringen aktivt motsatte sig detta. I en debattartikel i Dagens Nyheter dagen innan omröstningen skulle ske motsatte sig folkpartisten Nyamko Sabuni förslaget. Trots protesten i Dagens Nyheter valde Nyamko att dagen efter i riksdagen stödja detta vilket gjorde att lagen blev verklighet.
Ett exempel från svensk riksdagspolitik då partipiskan inte fungerade var 1959 då folkpartisten Ture Königson valde att lägga ned sin röst i frågan om ATP vilket blev avgörande för riksdagsbeslutet.
I förslaget om den så kallade FRA-lagen var det flera ledamöter inom regeringspartierna som motsatte sig lagen. I en första omgång blev förslaget återremitterat (under dagen) och sedan klubbades förslaget igenom samma kväll. I artiklar redogjorde flera ledamöter att de utsatts för den så kallade partipiskan. De gav uttryck för en mer än kraftfull påverkan. Vissa ledamöter grät i kammaren.